# Punta Teniente Santi
La punta Teniente Santi (en inglés: Fryer Point) es una punta que marca el extremo norte de la isla Blanco, en las islas Sandwich del Sur. La Dirección de Sistemas de Información Geográfica de la provincia de Tierra del Fuego cita la punta en las coordenadas 58°58′28″S 26°30′53″O / -58.97444, -26.51472.
En esta punta se ubica uno de los puntos que determinan las líneas de base de la República Argentina, a partir de las cuales se miden los espacios marítimos que rodean al archipiélago.

## Historia
Fue nombrada en 1930 por el personal británico de Investigaciones Discovery a bordo del RRS Discovery II haciendo referencia al teniente Comandante D. H. Fryer, de la Marina Real británica, capitán del HMS Fitzroy. En la toponimia en castellano homenajea al teniente Aldo Luis Santi de la Armada Argentina.
La isla nunca fue habitada ni ocupada, y como el resto de las Sandwich del Sur se encuentra bajo control del Reino Unido que la hace parte del territorio británico de ultramar de las Islas Georgias del Sur y Sandwich del Sur, y es reclamada por la República Argentina, que la hace parte del departamento Islas del Atlántico Sur dentro de la provincia de Tierra del Fuego, Antártida e Islas del Atlántico Sur.